# 高凌云 (威县)
高凌云，直隶威县（今河北省威县）人，清朝顺治年间的官员，贡生出身。
顺治十四年（1657年）时，任松江府海防同知。顺治十五年（1658年），高凌云接替商显仁，以本府同知身份代理任上海县知县一职，由涂贽接任。